# دیوش‌ینو
دیوش‌ینو (به مجاری:  Diósjenő) یک منطقهٔ مسکونی در مجارستان است که در ناحیه رتشاگ واقع شده‌است. دیوش‌ینو ۵۷٫۵ کیلومتر مربع مساحت و ۲٬۸۰۳ نفر جمعیت دارد.

## خواهرخوانده
شهر Mochola خواهرخواندهٔ دیوشینو هست.